# ARTSF Tébessa
Maillots
Le Amel riadhi tadhamoun sportive fataiat de Tébessa (en arabe : أمل رياضي تبسة), plus couramment abrégé en  ARTSF Tébessa, est un club algérien de football féminin basé dans la ville de Tébessa, dans les Aurès.
Il évolue en première division du championnat d'Algérie lors de la saison 2016-2017.